# Liste der Monuments historiques in Saillans (Gironde)
Die Liste der Monuments historiques in Saillans (Gironde) führt die Monuments historiques in der französischen Gemeinde Saillans auf.

## Liste der Bauwerke
| Bezeichnung      | Beschreibung              | Standort | Kennzeichnung | Schutzstatus | Datum | Bild           |
| ---------------- | ------------------------- | -------- | ------------- | ------------ | ----- | -------------- |
| Schloss Carles   |                           | (Lage)   | PA00083904    | Inscrit      | 1991  | weitere Bilder |
| Friedhofskreuz   |                           | (Lage)   | PA00083708    | Classé       | 1907  | weitere Bilder |
| Kirche St-Seurin | Erbaut im 12. Jahrhundert | (Lage)   | PA00083709    | Inscrit      | 1925  | weitere Bilder |

## Liste der Objekte
| Bezeichnung                                                | Beschreibung               | Standort                       | Kennzeichnung | Schutzstatus | Datum | Bild |
| ---------------------------------------------------------- | -------------------------- | ------------------------------ | ------------- | ------------ | ----- | ---- |
| Gemälde Apothéose de saint Seurin                          | 18. Jahrhundert            | in der Kirche St-Seurin (Lage) | PM33001927    | Inscrit      | 2002  |      |
| Skulpturengruppe Saint Simon Stock et la Vierge à l'Enfant | Kalkstein, bemalt, 1698    | in der Kirche St-Seurin (Lage) | PM33001925    | Inscrit      | 2002  |      |
| Skulptur Madonna mit Kind                                  | Alabaster, 15. Jahrhundert | in der Kirche St-Seurin (Lage) | PM33000659    | Classé       | 1951  |      |
| Möbel der Sakristei                                        | Holz, 16. Jahrhundert      | in der Kirche St-Seurin (Lage) | PM33001926    | Inscrit      | 2002  |      |